# Franz Uth
Franz Christian Dagobert Justus Uth (* 10. März 1855 in Fulda; † 24. Dezember 1926 in Bad Homburg) war Justizrat und  Abgeordneter des Provinziallandtages der preußischen Provinz Hessen-Nassau.

## Leben
Franz Uth wurde als Sohn des Justizbeamten Lorenz Friedrich Uth und dessen Ehefrau Maria Elisabeth Deenen geboren. Er hatte ein Jurastudium absolviert und wurde am 4. Mai 1881 zum Gerichtsassessor ernannt. In Hanau ließ er sich als Rechtsanwalt nieder und wurde hier 1887 Notar. Er engagierte sich in der Kommunalpolitik und war von 1906 bis 1918 Stadtverordneter in Hanau, wo er 1909 zum Stadtverordnetenvorsteher gewählt wurde. 
Neben seiner Funktion als Vorsitzender der Anwaltsvereinigung Hanau war er Vorstandsmitglied der Anwaltskammer Kassel.
Von 1917 bis 1919 hatte er einen Sitz im Kurhessischen Kommunallandtag des preußischen Regierungsbezirks Kassel, aus dessen Mitte er ein Mandat für den Provinziallandtag der Provinz Hessen-Nassau erhielt. 

## Ehrung
- Justizrat